# Benito Uribe Gómez
Benito Alejandro Uribe Gómez (Medellín, 9 de octubre de 1849-Ibidem, 20 de mayo de 1914) fue un empresario y político colombiano, que se desempeñó como Gobernador de Antioquia, entre 1904 y 1906, y como Alcalde de Medellín, en 1872.

## Biografía
Nació en Medellín en 1849, hijo de Pedro Uribe Fernández y de Encarnación Gómez Madrid. Estudió en el Colegio del Estado, y a la corta edad de 23 años, en 1872, fue nombrado Alcalde de Medellín por parte del Presidente del Estado Soberano de Antioquia, Pedro Justo Berrío Rojas. Bajo el mismo gobierno fue nombrado prefecto de la Provincia del Centro.  En estos dos puestos destacó por su gestión en la cual realizó gran cantidad de obras públicas y redujo la delincuencia. También ayudó a esclarecer el famoso Crimen del Aguacatal.
Posteriormente se desempeñó como Personero de Medellín y Juez del Circuito de esa ciudad. Apoyó la Regeneración de Rafael Núñez, colaborando con políticos como Abraham Moreno. En 1888 fue diputado a la Asamblea de Antioquia. Durante el gobierno de Bonifacio Vélez, se desempeñó como administrador general del Tesoro, secretario de Gobierno y secretario de Hacienda. Amigo personal de Rafael Reyes, este lo nombró como gobernador de Antioquia en 1904. Durante su administración de fundó la Escuela de Agronomía de Medellín y la Cámara de Comercio de Medellín para Antioquia, se celebró un contrato con Henry Ford para construir el Ferrocarril de la estación de Caracolí, Antioquia recuperó la región de Urabá, que había perdido durante el gobierno de José Hilario López, Antioquia sufrió la escisión del Viejo Caldas y estableció por primera vez comunicaciones permanentes con los departamentos de Bolívar y Atlántico. Durante su administración hubo un breve período de interinato del Secretario de Gobierno departamental, Germán Berrío, del 7 de junio al 23 de agosto de 1906. 
Se desempeñó cónsul de Colombia en Barcelona entre 1907 y 1909. Murió en mayo de 1914.